# Crites prestoni
Crites prestoni is een rechtvleugelig insect uit de familie Tristiridae. De wetenschappelijke naam van deze soort is voor het eerst geldig gepubliceerd in 1942 door Rehn.